# Canelo constrictus
Canelo constrictus là một loài bướm đêm trong họ Geometridae.